# Фадеев, Амбросий Романович
Амбро́сий Рома́нович Фаде́ев (3 октября 1928, Верхнее Акчерино, Козьмодемьянский кантон, Марийская автономная область, СССР — 30 января 2002, Йошкар-Ола, Марий Эл, Россия) — марийский советский партийно-административный руководитель, педагог, общественный деятель. Заместитель председателя Президиума Верховного Совета Марийской АССР (1971—1975), заместитель председателя Совета Министров Марийской АССР (1974—1990). Член ВКП(б).Кавалер ордена Ленина (1971).

## Биография
Родился 3 октября 1928 года в д. Верхнее Акчерино ныне Горномарийского района Марий Эл. В 1946 году окончил Козьмодемьянское педагогическое училище, до 1949 года работал в местной школе. Затем служил в РККА, где и вступил в ряды ВКП(б).
Вернувшись на родину, стал первым секретарём Еласовского райкома ВЛКСМ Марийской АССР (1953—1955). Затем заступил на партийную работу: был заместителем председателя Еласовского райисполкома, после чего был избран первым секретарём Еласовского райкома КПСС.
В 1959 году был переведён на работу в Марийский обком КПСС. В 1960—1962 годы занимал пост первого секретаря Килемарского райкома КПСС, потом был заместителем секретаря — заведующего организационным отделом парткома Медведевского производственного колхозно-совхозного управления Марийской АССР.
Окончил Высшую партийную школу при ЦК КПСС. В 1965—1974 годах работал первым секретарём Оршанского райкома КПСС Марийской АССР.
С 1967 по 1990 годы, в течение 5 созывов работал в статусе депутата Верховного Совета Марийской АССР. Был членом Президиума Верховного Совета Маримйской АССР VI созыва, а в 1971—1975 годах — заместителем председателя Президиума Верховного Совета МАССР VII созыва. В 1974—1990 годы являлся заместителем председателя Совета Министров Марийской АССР. В апреле 1990 года ушёл на заслуженный отдых.
За вклад в социально-экономическое и культурное развитие Марийского края и активную депутатскую деятельность награждён орденами Ленина (1971), «Знак Почёта» (1966), многими медалями, а также Почётной грамотой Президиума Верховного Совета РСФСР (1965) и Почётной грамотой Президиума Верховного Совета Марийской АССР (1978).
Ушёл из жизни 30 января 2002 года в Йошкар-Оле.

## Награды
- Орден Ленина (1971)[3][4][5]
- Орден «Знак Почёта» (1966)[3][4][5]
- Юбилейная медаль «За доблестный труд. В ознаменование 100-летия со дня рождения Владимира Ильича Ленина»
- Почётная грамота Президиума Верховного Совета РСФСР (1965)[3][4][5]
- Почётная грамота Президиума Верховного Совета Марийской АССР (1978)[3][4][5]